# Autocoder

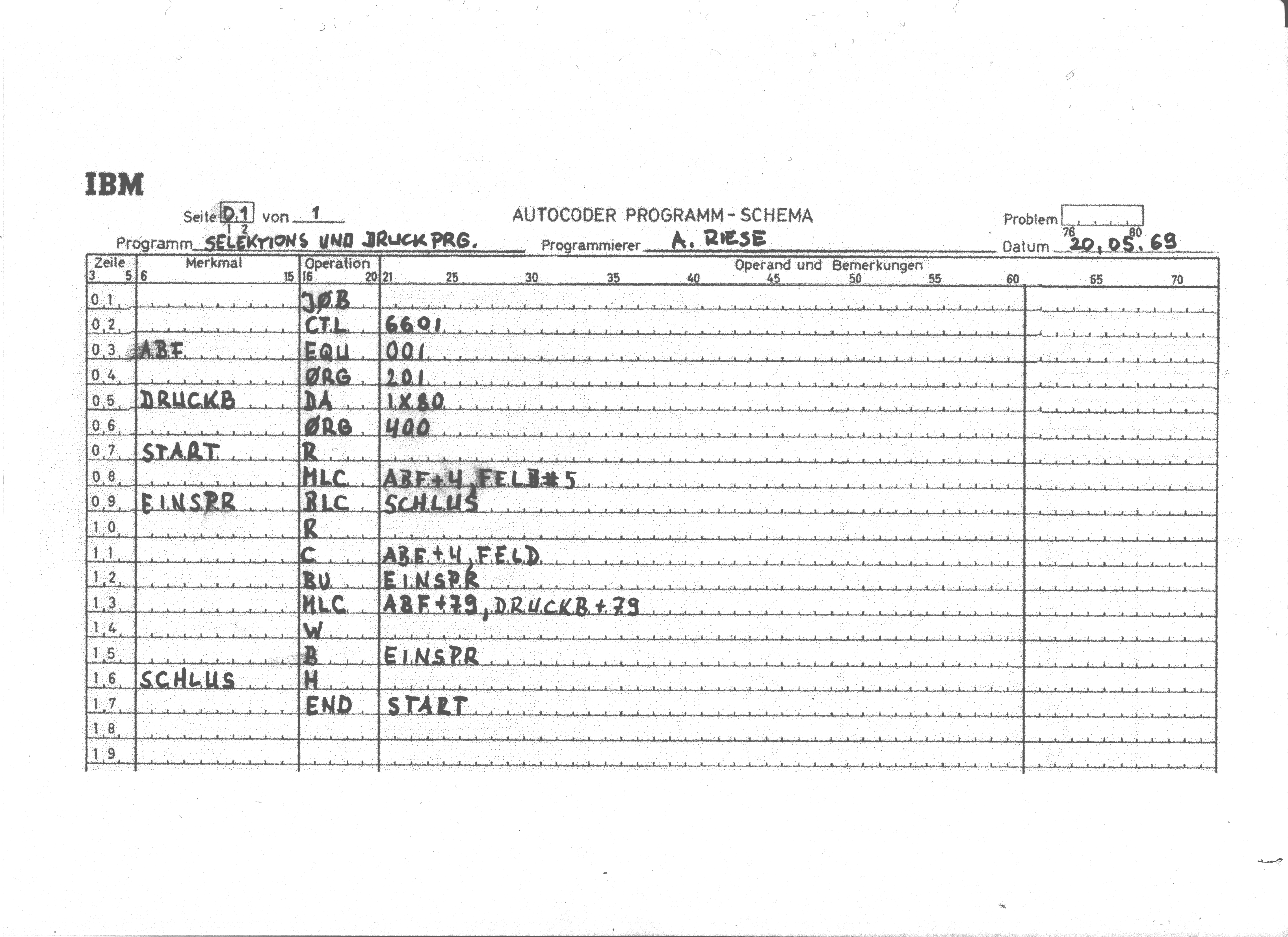
IBM AUTOCODER-Programm-Schema mit Selektions + Druckprogramm

Autocoder ist eine maschinennahe Computer-Programmiersprache der IBM Mainframe Systeme 1401.
Das IBM Mainframe System 1401 war der unmittelbare Vorgänger der von Gene Amdahl mitentwickelten IBM Mainframe Systeme /360, /370, /390, 43xx usw., und war eine der ersten brauchbaren Rechnergenerationen. Davor gab es lediglich die Tabelliermaschinen, die mit einschiebbaren Stecktafeln programmiert wurden, das hieß im Klartext „Strippen ziehen“ – so wie auf den noch bis in die 1980er Jahre verwendeten Lochkartenübersetzern (Lochkartenbeschriftern).
Auf den Nachfolgesystemen (/360 etc.) gab es einen Autocoder-Emulator,
damit brauchte die Software nicht neu geschrieben zu werden und konnte noch lange Zeit genutzt werden.
Auf Honeywell-Computern gab es die ähnliche Programmiersprache Easycoder. Beide Systeme waren 6-Bit Maschinen, das heißt, eine Speicherstelle konnte maximal 64 verschiedene Zeichen darstellen. Das reichte für die Ziffern, die Großbuchstaben und die damals druckbaren Sonderzeichen.